# Željko Brodarić
Željko Brodarić "Jappa", hrvatski glazbenik, gitarist, vokalist, glazbeni aranžer i glazbeni producent.

## Životopis
Počeo je kao rocker. Glazbeno ga je oblikovalo slušanje rocka, a uvijek je slušao jazz, a naročito razdoblje bebopa iz 40-ih i 50-ih, klasike Tin Pan Alleyja, broadwayskih i hollywoodskih mjuzikala. Svirao je u splitskom sastavu Metku, gdje je nastupao i pred 70 tisuća ljudi. U Metku svirao je bio gitarist, a otkako je Ranko Boban otišao iz sastava, brat Zlatko je došao kao gitarist a Željko je prešao na mjesto vokalista. 
1976. godine svirao je u splitskoj supergrupi Putu. 1980-ih surađivao je u Apokalipsi. Surađivao je s brojnim poznatim hrvatskim glazbenicima (Đavoli, Magazin, Regata, Milo Hrnić, Haustor, Animatori, Luky) i inozemnim (Crvena jabuka i dr.).
Studirao je ekonomiju. Krajem osamdesetih, glazbenu karijeru zamijenio je radom u brodarskom menadžmentu, zbog čega mu je kći Sara cijelo osnovno školovanje imala u inozemstvu, a vratili su se kad je imala ići u gimnaziju. Tridesetak godina nakon svoje kćerina rođenja nastupa kao jazzer. Od 2017. godine zajedno u duetu Sara & Jappa nastupa s kćeri Sarom u glazbenim večerima naslovljenim po njegovoj poznatoj skladbi Split At Night. Koncem kolovoza 2019. Split at Night dobio je trodnevnu festivalsku inačicu Split at Night Jazz Festival u Podrumima Dioklecijanove palače gdje slušateljima i gledateljima su ponudili program jazza na "splitski" način.

## Diskografija
- Objavio je samostalni LP album Majmuni 1982. godine i iste godine singlicu Majmun radi što majmun vidi / Nikad kao kada smo sami.
- Pjesme su mu na kompilaciji Moj novi val.
- Na brojnim je albumima hrvatskih glazbenika pridonio kao vokalist, instrumentalist, tekstopisac, skladatelj, aranžer, producent, tehničko osoblje, a i likovno je osmislio omote nekoliko albuma Metka i jednu singlicu Meri Cetinić.

## Vanjske poveznice
- Željko Brodarić ZAMP
- Željko Brodarić Diskografija.com